# アヴェ・マリアのガンマン
『アヴェ・マリアのガンマン』（伊: Il pistolero dell'Ave Maria）は、1969年に公開されたイタリア=スペイン合作のマカロニ・ウェスタン。アイスキュロス、ソポクレス、エウリピデスのギリシア悲劇で有名なオレステスの物語を西部劇に翻案した。
日本では劇場未公開で、2002年にエスピーオーが「マカロニウエスタン2002」シリーズの1本としてDVDリリースした。

## あらすじ
過去の記憶を失った青年セバスチャンは、ある日、ラファエルという男と出会う。実はラファエルは幼馴染で、セバスチャンは記憶を取り戻す。
父親のホアン・カラスコはメキシコの将軍だった。しかし戦争を終え帰還したところを、母親のアンナとその愛人トマスによって殺された。トマスはさらにセバスチャンと姉イサベルも葬ろうとしたが、乳母のおかげで生き延びることができた。
セバスチャンはラファエルとともにメキシコに向かい、そして父親の仇を討つ。

## キャスト
- セバスチャン：レオナード・マン（イタリア語版）
- アンナ：ルチアナ・パルッツィ
- ラファエル：ピーター・マーテル
- トマス：アルベルト・デ・メンドーサ（英語版）
- イサベル：ピラール・ヴェラスケス
- フランシスコ：ピエロ・ルッリ
- フアニート：ルチアーノ・ロッシ
- ホアン・カラスコ：ホセ・スアレス
- コンチータ：バルバラ・ネッリ
- 修道士：エンツォ・フィアモンテ
- ミゲル：ホセ・マヌエル・マルティン